# 장항역
장항역(Janghang station, 長項驛)은 충청남도 서천군 마서면에 있는 장항선의 철도역이다. 2008년 1월 1일에 장항선 직선화 사업 개통과 함께 역의 위치가 장항읍에서 마서면으로 이전되었으나, 역명은 그대로 장항역(長項驛)으로 쓰고 있다.

## 개요
2008년 1월 1일을 기하여 구 장항역에서 여객 영업 기능을 넘겨받아 개업하였다. 장항 - 군산간 장항선 철도 연장 및 기존 군산선(익산 - 대야) 구간의 장항선 편입에 의하여 기존 장항역에서 군산으로 선로를 연결하기 어려워 선로를 새로 이설하였다.
이 역은 장항 - 군산간 철로 연결로, 기존의 장항역을 거쳐 군산역으로 철로 연결이 어렵게 되어, 서천군 마서면 장항선상에 새로 짓게 된 역이다.
장항역 이전 전까지는 2급역으로 그룹대표역 취급을 받았으나, 군산간 철로 연결 이후부터는 군산역에 그룹대표역 자리를 넘겨주었고, 장항역은 대천관리역 관할역이 되었다.

## 역사
2007년 12월 31일까지는 구 장항역이 영업하고 있어 신장항역(新長項驛)으로 불렸으며, 기차표 예매시에도 신장항역으로 적혀 나왔다.
- 2000년 5월 15일 : 장항선 ↔ 군산선 연결 공사 착공
- 2008년 1월 1일 : 장항역으로 개칭하고 영업 개시[1]
- 2008년 2월 1일 : 대전충남본부 그룹대표역에서 대천역 관할로 변경
- 2010년 9월 1일 : 화물취급 중지[2]
- 2015년 2월 5일 : 서해금빛열차(WEST GOLD TRAIN) 운행 개시
- 2021년 1월 12일: 장항화물선 폐지[3]

## 역 구조
승강장은 2면 4선으로 운영되며, 쌍섬식 구조로 이루어져 있다.

### 승강장
| ↑ 서천          |
| １２ \| ３４ \| |
| 군산 ↓          |

| 1 | 장항선 | ITX-새마을·무궁화호·서해금빛열차 | 사용하지 않음       |
| 2 | 장항선 | ITX-새마을·무궁화호·서해금빛열차 | 천안·수원·용산 방면 |
| 3 | 장항선 | ITX-새마을·무궁화호·서해금빛열차 | 군산·익산 방면      |
| 4 | 장항선 | ITX-새마을·무궁화호·서해금빛열차 | 사용하지 않음       |

## 역 주변
- 국립생태원

## 역 정보
- 1일 편도 14편(상하행 각 7편)의 새마을호와 편도 18편(상하행 각 9편)의 무궁화호가 정차한다.[4]
- 장항역의 화물 영업은 장항화물역에서 취급하였으나, 폐지되었다.
- 매표소에서 한국철도 100주년 기념 스탬프를 날인해 갈 수 있다.

## 인접한 역
이 역을 운행하는 열차는 모두 용산역과 익산역을 기점으로 운행하고 있다.
| 장항선         | 장항선          | 장항선         |
| -------------- | --------------- | -------------- |
| 서천 용산 방면 | 새마을호 장항선 | 군산 익산 방면 |
| 서천 용산 방면 | 무궁화호 장항선 | 군산 익산 방면 |
| 대천 용산 방면 | 서해금빛열차    | 군산 익산 방면 |